# Pôle métropolitain Rouen Seine-Eure
Le Pôle métropolitain Rouen Seine-Eure, est un outil de coopération créé en février 2012 en Normandie qui réunit deux intercommunalités des boucles de la Seine.

## Composition
Le pôle métropolitain groupe la métropole Rouen Normandie et Seine-Eure Agglo.

## Compétences
Le pôle métropolitain a les compétences suivantes :
- Développement économique
- Transports en commun
- Développement touristique